# Jack Black
Thomas Jacob "Jack" Black (Santa Mônica, 28 de agosto de 1969) é um ator, comediante, músico, compositor, dublador e youtuber norte-americano. Conhecido por seu carisma e pelos diversos papéis em filmes de comédia, Black também é a voz do panda Po, da franquia Kung Fu Panda, o vocalista da banda de rock cômico Tenacious D e também possui um canal de Let's Play no Youtube, o Jablinski Games.
Por seu trabalho nos filmes School of Rock e Bernie, ele recebeu indicações ao Globo de Ouro, e também ganhou uma estrela na Calçada da Fama de Hollywood em 2018. Com a Tenacious D, Black ganhou um Grammy e lançou os álbuns Tenacious D, The Pick of Destiny, Rize of the Fenix e Post-Apocalypto.

## Biografia
Black cresceu em Santa Mônica, Califórnia; seus pais, Thomas W. Black e Judith Love Cohen, engenheiros e membros de um grupo naturista, se divorciaram quando ele tinha dez anos. Após a separação, ele e seu pai foram morar em Curver City, Califórnia. A sua mãe é judia e seu pai é convertido ao judaísmo.
Black frequentou a Universidade da Califórnia em Los Angeles, onde foi colega do também ator Tim Robbins, quem mais tarde escalou Black para seu primeiro papel em um filme.
Apresentou duas vezes o Kids Choice Awards e uma vez o MTV Movie Awards.
Em dezembro de 2018, lançou um canal de jogos, comida e vida na plataforma de streaming YouTube. Jablinski Games alcançou a marca de 2 milhões de inscritos na segunda semana depois do lançamento.

### Ator
Depois de vários anos com papéis secundários, incluindo em The NeverEnding Story III,  Waterworld e Enemy of the State, Black conseguiu destaque em High Fidelity, de 2000, onde era um balconista e músico que atormentava seu patrão. Desde então acumulou vários papéis principais, como Hal em Shallow Hal, o músico que se finge de professor em School of Rock, Carl Denham na refilmagem de King Kong, e Shelly Oberon em Jumanji: Welcome to the Jungle.
Jack também participou de um filme sobre a história de sua banda, o Tenacious D, chamado Tenacious D in: The Pick of Destiny (no Brasil, Tenacious D: Uma Dupla Infernal). No filme, elementos reais da história da banda misturam-se com elementos fictícios, como a busca por uma palheta que dá sorte e sucesso aos que a usam. O filme é dirigido por Liam Lynch e tem participações especiais de Ronnie James Dio, Ben Stiller, Meat Loaf, Tim Robbins, Amy Adams e Dave Grohl. Toda a trilha sonora e as canções do filme, que é um musical épico e comédia, foram escritas por ele e Kyle Gass. Jack Black empresta sua voz para o personagem Eddie Riggs do jogo Brutal Legend lançado em 2009.
Jack Black participou dos clipes "Learn to Fly" e "Low" do Foo Fighters e também do clipe Push da banda Dio de Ronnie James Dio do qual era muito amigo e chegando a ganhar um Grammy com a música The Last in Line do Dio.
Em 2 de janeiro de 2024, o portal de notícias Deadline confirmou a participação de Jack no filme do Minecraft, que estreou em 4 de abril de 2025. Jack interpretou o personagem Steve.

### Músico

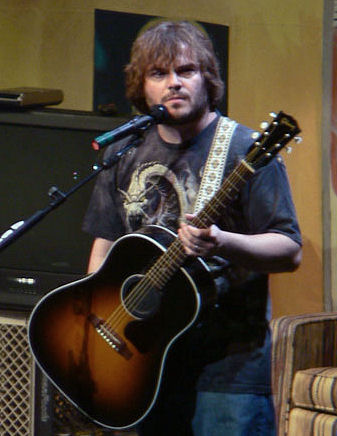
Jack em um concerto em 2006

Black é o vocalista do grupo de rock Tenacious D. A popularidade da banda deve-se principalmente ao estilo nada ortodoxo e humorístico das canções compostas por Black e Kyle Gass. O estilo musical de Black também é descrito como descompromissado. Como exemplo, na música Wonderboy um dos refrãos é "Rrrigga-gyu-gyu Rrrigga-gyu-gyu", um solo de Octagono verbalizado. Em 2019, Jack participou, juntamente de sua banda, do Rock In Rio, onde chegou a trazer um baixista irreverente de Natal (Rio Grande do Norte) conhecido como Júnior Bass Groovador.

## Vida pessoal
Aos 14 anos, Black lutou contra o vício em cocaína, dizendo: "Eu estava tendo muitos problemas com cocaína...estava saindo com algumas figuras bastante rudes. Estava com medo de ir à escola porque um deles queria me matar. Eu queria sair de lá."
O irmão de Black, Howard, morreu de AIDS em 1989, aos 31 anos.
Em janeiro de 2006, Black ficou noivo de Tanya Haden, filha do baixista de jazz Charlie Haden. Ambos estudaram na Crossroads School e, após a formatura, se encontraram novamente 15 anos depois na festa de aniversário de um amigo. Eles se casaram em 14 de março de 2006, em Big Sur, Califórnia.
Seu primeiro filho nasceu em junho de 2006 no Cedars-Sinai Medical Center, em Los Angeles. Em 23 de maio de 2008, Black e sua esposa tiveram seu segundo filho, Thomas David. Embora seja ateu, Black se identifica como judeu e a paternidade o influenciou a criar seus filhos na fé judaica.
Black endossou a bem-sucedida campanha de reeleição de Barack Obama em 2012. Em 2015, Black visitou Kampala em Uganda, na África, como parte do Dia do Nariz Vermelho da Comic Relief.
Black é um crítico franco de Donald Trump. No dia da posse presidencial de Trump, ele e seu colega de banda Tenacious D, Kyle Gass, apresentaram a música de protesto "O governo é uma merda total". Black disse à plateia de antemão: "Nós não tocamos essa música há anos, porque nunca pareceu apropriado – mas agora, estamos felizes em liberar a fera. O governo é péssimo."

## Filmografia

### Cinema[11]
| Ano  | Filme                                      | Papel                                               |
| ---- | ------------------------------------------ | --------------------------------------------------- |
| 1991 | Our Shining Moments                        | Adolescente                                         |
| 1992 | Bob Roberts                                | Roger Davis                                         |
| 1993 | Demolition Man                             | Wasteland Scrap                                     |
| 1993 | Airborne                                   | Augie                                               |
| 1994 | The NeverEnding Story III                  | Slip                                                |
| 1994 | Blind Justice                              | Cabo                                                |
| 1995 | Waterworld                                 | Piloto                                              |
| 1995 | Dead Man Walking                           | Craig Poncelet                                      |
| 1996 | Bio-Dome                                   | músico no campus                                    |
| 1996 | Mars Attacks!                              | Billy Glenn Norris                                  |
| 1996 | The Fan                                    | técnico                                             |
| 1996 | The Cable Guy                              | Rick                                                |
| 1996 | Crossworlds                                | Steve                                               |
| 1997 | The Jackal                                 | Ian Lamont                                          |
| 1997 | Bongwater                                  | Devlin                                              |
| 1998 | I Still Know What You Did Last Summer      | Titus Telesco                                       |
| 1998 | Enemy of the State                         | Fiedler                                             |
| 1999 | Jesus' Son                                 | Georgie                                             |
| 1999 | Cradle Will Rock                           | Sid                                                 |
| 2000 | High Fidelity                              | Barry                                               |
| 2001 | Shallow Hal                                | Hal Larson                                          |
| 2001 | Saving Silverman                           | J.D. McNugent                                       |
| 2002 | Orange County                              | Lance Brumder                                       |
| 2002 | Ice Age                                    | Zeke (voz)                                          |
| 2003 | School of Rock                             | Dewey Finn                                          |
| 2003 | Melvin Goes to Dinner                      | Mental Patient                                      |
| 2004 | Shark Tale                                 | Lenny (voz)                                         |
| 2004 | Envy                                       | Nick Vanderpark                                     |
| 2004 | Anchorman: The Legend of Ron Burgundy      | motociclista (cameo)                                |
| 2005 | King Kong                                  | Carl Denham                                         |
| 2006 | Nacho Libre                                | Nacho                                               |
| 2006 | The Holiday                                | Miles                                               |
| 2006 | Tenacious D in The Pick of Destiny         | Jack "Jables" Black                                 |
| 2007 | Margot at the Wedding                      | Malcolm                                             |
| 2007 | Walk Hard: The Dewey Cox Story             | Paul McCartney                                      |
| 2008 | Be Kind Rewind                             | Jerry                                               |
| 2008 | Kung Fu Panda                              | Po (voz)                                            |
| 2008 | Tropic Thunder                             | Jeff "Fats" Portnoy                                 |
| 2009 | Year One                                   | Zed                                                 |
| 2010 | iCarly                                     | Aspartamay (4ª Temporada, ep. 6)                    |
| 2010 | As Viagens de Gulliver                     | Lemuel Gulliver                                     |
| 2011 | Kung Fu Panda 2                            | Po (voz)                                            |
| 2011 | Phineas e Ferb                             | Ele mesmo                                           |
| 2011 | Bernie                                     | Bernie Tiede                                        |
| 2011 | The Big Year                               | Brad Harris                                         |
| 2011 | The Muppets                                | Ele mesmo                                           |
| 2014 | Sex Tape                                   | Proprietário do site YouPorn                        |
| 2015 | The D Train                                | Dan Landsman                                        |
| 2015 | Goosebumps                                 | R. L. Stine \ Slappy (voz) \ Garoto Invísivel (voz) |
| 2016 | Kung Fu Panda 3                            | Po (Voz)                                            |
| 2017 | The Polka King                             | Jan Lewan                                           |
| 2017 | Jumanji: Welcome to the Jungle             | Bethany/Professor Shelly Oberon                     |
| 2018 | The House with a Clock in Its Walls        | Jonathan Barnavelt                                  |
| 2018 | Goosebumps 2: Haunted Halloween            | R. L. Stine                                         |
| 2019 | Jumanji: The Next Level                    | Shelly Oberon                                       |
| 2022 | Apollo 10 e Meio: Aventura na Era Espacial | Stan (narração)                                     |
| 2022 | Weird: The Al Yankovic Story               | Wolfman Jack                                        |
| 2023 | Super Mario Bros. O Filme                  | Bowser (voz)                                        |
| 2024 | Kung Fu Panda 4                            | Po (voz)                                            |
| 2024 | Borderlands                                | Claptrap (voz)                                      |
| 2024 | Dear Santa                                 | Satanás/ Papai Noel                                 |
| 2025 | Um Filme Minecraft                         | Steve                                               |
| N/A  | Stepdude                                   | Sherman                                             |

### Televisão
| Ano       | Título                              | Personagem                                 | Notas                                      |
| --------- | ----------------------------------- | ------------------------------------------ | ------------------------------------------ |
| 1991      | Our Shining Moment                  | Adolescente                                | Filme para TV                              |
| 1993      | The Golden Palace                   | Taxista                                    | Episódio: "Seems Like Old Times: Part 2"   |
| 1993      | Life Goes On                        | Skinhead                                   | Episódio: "Incident on Main"               |
| 1993      | Marked for Murder                   | Car thief                                  | Filme para TV                              |
| 1993      | Northern Exposure                   | Kevin Wilkins                              | Episódio: "A River Doesn't Run Through It" |
| 1994      | Blind Justice                       | Private                                    | Filme para TV                              |
| 1994      | The Innocent                        | Marty Prago                                | Filme para TV                              |
| 1995      | All-American Girl                   | Tommy                                      | Episódio "A Night at the Oprah"            |
| 1995      | Pride & Joy                         | Homem                                      | Episódio: "Brenda's Secret"                |
| 1995      | The Single Guy                      | Randy                                      | Episódio: "Sister"                         |
| 1995      | Touched by an Angel                 | Monte                                      | Episódio: "Angels on the Air"              |
| 1995      | The X-Files                         | Bart "Zero" Liqouri                        | Episódio: "D.P.O."                         |
| 1995-1996 | Mr. Show with Bob and David         | Personagens variádos                       | 4 episódios                                |
| 1995-1996 | Picket Fences                       | Curtis Williams                            | 2 episódios                                |
| 1997-2000 | Tenacious D                         | JB                                         | 6 episódios                                |
| 1999      | Heat Vision and Jack                | Jack                                       | Curta para TV                              |
| 2001      | Space Ghost Coast to Coast          | Ele mesmo                                  | Episódio: "Sweet for Brak"                 |
| 2001      | MadTV                               | convidado musical (Tenacious D)(           |                                            |
| 2002      | 2002 MTV Movie Awards               | Apresentador                               | Especial para TV                           |
| 2002      | The Andy Dick Show                  | J.D.                                       | Episódio: "Flipped"                        |
| 2002      | Clone High                          | Pusher/Larry Hardcore (voice)              | Episódio: "Raisin the Stakes"              |
| 2002      | Crank Yankers                       | Tenacious D                                | Episódio: "#1.3"                           |
| 2002      | MADtv                               | Tenacious D                                | Episódio: "#7.22"                          |
| 2003      | Player$                             | Tenacious D                                | Episódio: "Tenacious D a la Mode"          |
| 2003      | Will & Grace                        | Dr. Isaac Hershberg                        | Episódio: "Nice in White Satin"            |
| 2003-2004 | Computerman                         | Homem Computador                           | 6 episódios                                |
| 2003-2004 | Time Belt                           | Homem Computador                           | 2 episódios                                |
| 2004      | Cracking Up                         | Brian                                      | Episódio: "Scared Straight"                |
| 2004      | Tom Goes to the Mayor               | Trapper JB (voice)                         | Episódio: "Bear Traps"                     |
| 2006      | 2006 Kids' Choice Awards            | Apresentador                               | Especial para TV                           |
| 2006      | 2006 MTV Video Music Awards         | Apresentador                               | Especial para TV                           |
| 2007      | The Naked Trucker and T-Bones Show  | Jables                                     | Episódio: "Break-Up"                       |
| 2007      | The Simpsons                        | Milo (voice)                               | Episódio: "Husbands and Knives"            |
| 2008      | Sesame Street                       | Himself                                    | Episódio: "The Golden Triangle of Destiny" |
| 2008      | 2008 Kids' Choice Awards            | Apresentador                               | Especial para TV                           |
| 2008      | 2008 Spike Video Game Awards        | Apresentador                               | Especial para TV                           |
| 2009      | The Office                          | Sam                                        | Episódio: "Stress Relief"                  |
| 2009      | Yo Gabba Gabba                      | Himself                                    | Episódio: "New Friends"                    |
| 2010      | Community                           | Buddy                                      | Episódio: "Investigative Journalism"       |
| 2010      | iCarly                              | Aspartamay                                 | Episódio: "iStart a Fanwar"                |
| 2011      | 2011 Kids' Choice Awards            | Apresentador                               | Especial para TV                           |
| 2013      | Drunk History                       | Elvis Presley                              | Episódio: "Washington D.C."                |
| 2013      | Metalocalypse: The Doomstar Requiem | Empresário do Dethklok / Fat Blogger (voz) | Filme para TV                              |
| 2014      | Drunk History                       | Orson Wells                                | Episódio: "Hollywood"                      |
| 2015      | The Brink                           | Alex Talbot                                | 10 episódios                               |
| 2023      | The Super Mario Bros. Movie         | Bowser                                     | Produção                                   |